# Metla
Metla je kućansko priručno pomagalo koje služi prvenstveno uklanjanju objekata različitih veličina ili čišćenje tla. U kombinaciji s vlažnom krpom se rabi za odstranjivanje nečistoća.
Obično se rabe kombinaciji s lopaticom za smeće.
Metle mogu biti različitih veličina.
Tijekom srednjeg vijeka neki su ljudi smatrali da je metla prijevozno sredstavo za vještice. 